# Имигранти
Имигранти (порт. Imigrante) — муниципалитет в Бразилии, входит в штат Риу-Гранди-ду-Сул. Составная часть мезорегиона Восточно-центральная часть штата Риу-Гранди-ду-Сул. Входит в экономико-статистический микрорегион Лажеаду-Эстрела. Население составляло 2925 человек на 2006 год. Занимает площадь 73,355 км². Плотность населения — 39,9 чел./км².

## История
Город основан 9 мая 1988 года.

## Статистика
- Валовой внутренний продукт на 2003 год составлял 57 695 201,00 реалов (данные: Бразильский институт географии и статистики).
- Валовой внутренний продукт на душу населения на 2003 год составлял 19 531,21 реалов (данные: Бразильский институт географии и статистики).
- Индекс развития человеческого потенциала на 2000 год составлял 0,828 (данные: Программа развития ООН).

## География
Климат местности: субтропический. В соответствии с классификацией Кёппена, климат относится к категории Cfa.

## Галерея

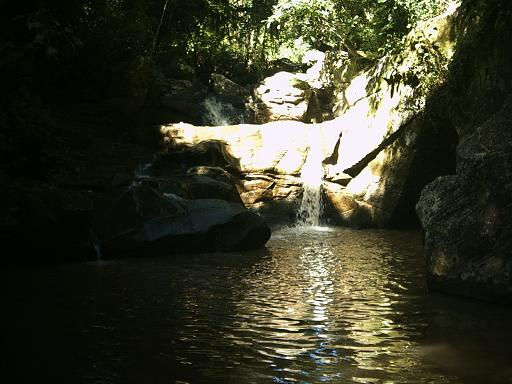
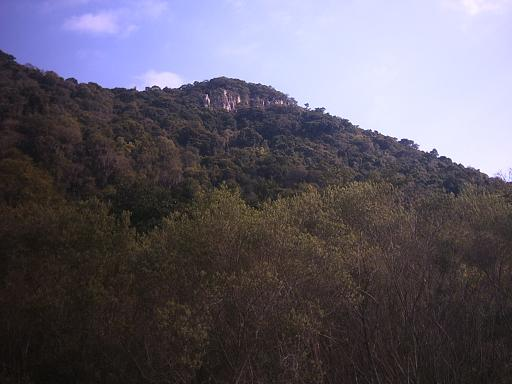
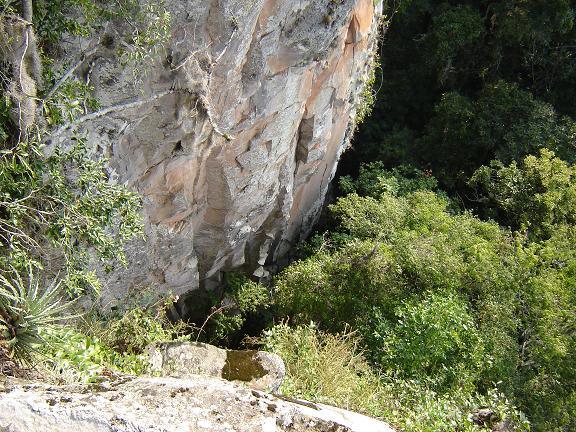